# Об основах ленинизма
«Об основах ленинизма» — сборник лекций генерального секретаря ЦК ВКП(б) И. В. Сталина, прочитанных в Коммунистическом университете имени Я. М. Свердлова (Свердловском университете) в 1924 году, посвященных «теоретическому обоснованию ленинизма». Сборник лекций также издавался в виде отдельной брошюры. Работа послужила орудием в идеологической борьбе против троцкизма.

## Содержание
Сталин определяет ленинизм как «марксизм эпохи империализма и пролетарской революции». Империализм в свою очередь определён как «всесилие монополистических трестов и синдикатов, банков и финансовой олигархии в промышленных странах». Одним из основных противоречий империализма является конфликт между «цивилизованными нациями» и «угнетёнными народами». «Агентурой западного империализма» Сталин называет русский царизм, во многом из-за того, что во время империалистической войны русская армия воевала за интересы «англо-французских капиталистов».
После Маркса марксизм сполз в болото «оппортунизма II Интернационала», вождем которого был Карл Каутский, но «вождь русских коммунистов» Ленин разработал учение о «руководящей роли авангарда рабочего класса», когда партия поднимает массы и ведет за собой движение. Подобный «авангард» должен представлять собой не «парламентскую фракцию», но «боевую партию», члены которой обладают «беззаветной преданностью» и вносят в неорганизованные массы беспартийных рабочих «дух  дисциплины». Подобный авангард требует «единства воли», «железной дисциплины» и «общего центра».
Для борьбы с «западным империализмом» требовался единый фронт и коалиция с «колониальными революциями на Востоке», которые подразумевают «национально-освободительное движение» угнетенных народов. В начале XX века «центр революционного движения» перемещается в Россию. Сталин отмечал, что с точки зрения интересов революции даже реакционные движения могут представлять собой ценность. Так, по его мнению, «борьба афганского эмира за независимость Афганистана является объективно революционной борьбой».
Орудием революции является «диктатура пролетариата», «государственной формой» которой названа «советская власть». Эта государственная форма должна «организовать армию революции для борьбы с внешними врагами», поэтому она не может быть «демократией для всех». В отличие от «буржуазного» парламентаризма советская власть основана не на территориальном, а на производственном принципе.
Сталин также критикует «сторонников перманентной революции» за недооценку революционной роли крестьянства, с которым пролетариат образует общий революционный фронт.

## Ленинский канон
Излагая ленинизм, Сталин ссылается на следующие работы Ленина: «Что делать?», «Две тактики», «Империализм», «Государство и революция», «Пролетарская революция и ренегат Каутский», «Детская болезнь».

## Развитие темы
Спустя 2 года, в 1926 году, Сталин продолжил изложение своего понимания ленинизма, написав работу «К вопросам ленинизма», которая вошла в сборник «Вопросы ленинизма». В новой работе обозначается полемика с Зиновьевым и поднимается «вопрос о роли партии в системе диктатуры пролетариата». Здесь Сталин отводит советам роль посредника между «авангардом пролетариата» (то есть «партия коммунистов») и «массами трудящихся». «Руководящей силой в системе диктатуры пролетариата» названа именно партия. Поэтому «диктатура пролетариата, есть по существу, диктатура его авангарда», который представляет собой «сознательное меньшинство». Далее Сталин переходит к вопросу «о победе социализма в одной стране», которая становится «базой мировой революции» и «величайшим притягательным центром для рабочих всех стран». Достижение социализма осуществляется через «национализацию» и «кооперацию», которая призвана укрепить государство. Рассуждая о НЭПе, Сталин отмечает положительную реакцию Ленина на «госкапитализм», однако возражает против широкого использования этого термина, поскольку отмечает не капиталистическую, а «социалистическую природу государственной промышленности».

## Авторство
По данным американского историка Стивена Коткина, при написании работы Сталин использовал рукопись известного партийного публициста Ф. А. Ксенофонтова. После публичного протеста Ксенофонтова против плагиата он был выслан в Ташкент. В частном письме Сталин поблагодарил Ксенофонтова за помощь. Однако в дальнейшем Ксенофонтову было запрещено ссылаться на письмо Сталина.

### Комментарии
1. ↑  По мнению Стивена Коткина, это не первый случай плагиата Сталина. Так, при написании работы «Анархизм или социализм?» (1906) он использовал статью грузинского публициста Георгия Телия[4].